# Hyphydrus conradsi
Hyphydrus conradsi är en skalbaggsart som beskrevs av Gschwendtner 1933. Hyphydrus conradsi ingår i släktet Hyphydrus och familjen dykare. Inga underarter finns listade i Catalogue of Life.